# Rábatöttös
Rábatöttös es un pueblo ubicado en el distrito de Szombathely, condado de Vas, Hungría.

## Superficie
Posee una superficie de 6,480 kilómetros cuadrados.

## Demografía
Hasta 2022 la población era de 209 habitantes, con una densidad de población de 32,25 habitantes por kilómetro cuadrado.